# Purgstall an der Erlauf
Pour les articles homonymes, voir Erlauf (homonymie).
Purgstall an der Erlauf est une commune autrichienne du district de Scheibbs en Basse-Autriche.